# Hugronafor
Hugronafor (também conhecido como Hurganofor, Haronnofris, Harmachis, Hyrgonafor, Herwennefer ou Horwennefer) foi um egípcio de origem aparentemente núbia, que liderou o Alto Egito em sua secessão do domínio de Ptolemeu IV Filópator, em 205 AEC, tornando-se seu faraó. Nenhum monumento é atestado a esse rei, embora, junto com seu sucessor Ankhmakis (também conhecido como Chaonnophris ou Ankhwennefer ) ele tenha exercido controle sobre grande parte do Egito, até 186 AEC. Um graffito datado de cerca de 201 AEC, em uma parede do templo mortuário de Seti I, em Abidos, no qual ele é chamado pelo nome grego Hyrgonaphor, atesta a extensão de sua influência. Ele parece ter morrido antes de 197 AEC. 

O Grafito de Abidene, um dos poucos documentos restantes de seu reinado, é escrito em egípcio usando letras gregas. Trata-se do registro mais primitivo de um desenvolvimento que terminaria na escrita copta, que substituiu o egípcio demótico. 